# 풍진바이러스
풍진바이러스(Rubella virus, RuV)는 풍진 및 선천성 풍진증후군을 야기하는 병원균의 이름이다. 풍진바이러스속(Rubivirus)의 유일한 종으로, 정이십면체 캡시드가 양성 단일가닥 RNA를 감싼 형태로 이루어져 있다.
선천성 풍진 증후군을 일으키는 분자적 기작은 아직 완전히 밝혀지지는 않았지만, 인 비트로(in vitro)로 여러 세포선을 가지고 연구한 결과 특정 세포 유형에 대해 아폽토시스 등의 영향을 미친다는 사실이 밝혀졌다. p53의존적 메커니즘에 관여한다는 증거가 있다.

## 마토나바이러스과의 신설
2018년까지만 해도 풍진바이러스는 토가바이러스과로 분류되었었는데, 현재는 국제바이러스분류위원회(International Committee on the Taxonomy of Viruses, ICTV)가 마토나바이러스과(Matonaviridae)라는 별도의 바이러스과를 신설하여 그 유일한 속으로 포함시킨 상태이다. 마토나바이러스라는 이름은 1814년에 홍역과 성홍열에서 처음으로 풍진을 구분해낸 의사 조지 드 마톤(George de Maton)의 이름을 따서 명명하였다. 따라서 RNA 의존 RNA 중합효소를 보유한 특성으로 인해 기존의 리보바이러스계로 여전히 분류된다.
ICTV가 이러한 결정을 내린데에는 다음과 같은 이유가 있다. 우선 알파바이러스 등 토가바이러스의 다른 바이러스들은 절지동물 매개 바이러스(anthropod-borne; ARBO)인 아르보바이러스인데 비해 풍진바이러스는 사람간 호흡기 분비물을 통해 전염된다. 형태면에서는 다른 바이러스들은 캡시드가 구형이거나 정이십면체인 반면, 풍진바이러스 비리온은 다형태성을 가지며 정이십면체로 국한되지 않는다. 게다가 서열을 고려했을 때 계통학적으로도 같이 분류하지 않는 편이 더 좋다는 결론이 나왔다.

## 구조
마토나바이러스과의 비리온은 숙주의 세포막에서 기인한 직경 50~70 nm의 바이러스 외피로 덮여 있다. 이 외피에는 외피 단백질 E1와 E2로 구성된 6 nm 길이의 돌기가 나와있다. 이 외피 내부에 있는 캡시드는 대략 40 nm의 직경을 가진다.
E1 당단백질은 혈장 면역반응에서 항체에 의해 주로 인지되는 부분이다. 항헤마글루티닌 기작에 의해 중화된다.
구조단백질에 대해 유도된 음행반응에서 면역항진제로 간주되며 중성화 결정인자와 혈소판 결정인자를 모두 포함하고 있다.
| 속        | 구조       | 대칭성 | 캡시드      | 유전체 형태 | 유전체 분절 |
| --------- | ---------- | ------ | ----------- | ----------- | ----------- |
| Rubivirus | 정이십면체 | T=4    | 외피가 있음 | 선형        | 단일 조각   |

## 유전체
유전체는 9,762개의 뉴클레오타이드로 구성되어있는데, 5'말단 2/3 부분에는 p150과 p90 두 개의 비구조 폴리펩타이드가, 3'말단 1/3 부분에는 C, E2, E1의 구조 폴리펩타이드가 암호화되어있다. E1과 E2는 글리코실화된다.
마토나바이러스과는 대체로 5'말단에 스템-루프 구조를 보유한다. 또한 5'말단 암호화부위 끝 부근에 51개의 서열과, subgenomic RNA의 시작부위에서 20개 서열이 보존되는 것으로 나타났다. 상동 서열(homologous sequence)이 존재한다.
유전체는 여러 종류의 비번역 RNA 구조를 암호화하는데, 풍진바이러스 3' 시스-작용 구조가 대표적이다. 이 구조는 스템-루프 구조로 바이러스 복제에 중요한 역할을 수행하는 것으로 알려져 있다.
지금까지 알려진 단일가닥 RNA 바이러스 중 GC 함량이 가장 높은 바이러스로, 무려 70%에 달한다. 그나 이처럼 높은 GC 함량에도 불구하고 사람과 유사한 코돈을 가진다.

## 참고 문헌
- David M. Knipe, Peter M. Howley et al. (eds.): Fields Virology 4. Auflage, Philadelphia 2001
- C.M. Fauquet, M.A. Mayo et al.: Eighth Report of the International Committee on Taxonomy of Viruses, London San Diego 2005